# Sterropristes sarasinorum
Sterropristes sarasinorum är en mångfotingart som beskrevs av Carl Graf Attems 1934. Sterropristes sarasinorum ingår i släktet Sterropristes och familjen Scolopendridae. Inga underarter finns listade i Catalogue of Life.